# Ga Phúc Yên
Ga Phúc Yên là một nhà ga xe lửa tại phường Phúc Yên, tỉnh Phú Thọ. Nhà ga là một điểm của đường sắt Hà Nội - Lào Cai và nối với ga Thạch Lỗi với ga Hương Canh.
| Ga trước Thạch Lỗi | Đường sắt Việt Nam Đường sắt Hà Nội - Lào Cai | Ga sau Hương Canh |